# Дорохова (Ленінградська область)
Дорохова (рос. Дороховая)  — присілок Бокситогорського району Ленінградської області Росії. Входить до складу Борського сільського поселення.
Населення —  8 осіб (2012 рік). 